# 汪小为
汪小为（1922年6月—2016年2月25日），江苏灌云人，中华人民共和国传媒人物，原北京市广播事业局党组副书记、副局长，北京电视台原台长。